# Berceo
Berceo település Spanyolországban, La Rioja autonóm közösségben. Berceo Badarán, Estollo, San Millán de la Cogolla, Villar de Torre, Pazuengos és Tobía községekkel határos. Lakosainak száma 138 fő (2024).

## Népesség
A település népessége az elmúlt években az alábbi módon változott:
| Lakosok száma | 212  | 208  | 196  | 190  | 174  | 178  | 166  | 157  | 143  | 138  |
|               | 2001 | 2004 | 2007 | 2009 | 2012 | 2014 | 2017 | 2019 | 2022 | 2024 |